# منتخب سانت كيتس ونيفيس لكرة القدم
منتخب سانت كيتس ونيفيس لكرة القدم (بالإنكليزية: Saint Kitts and Nevis national football team) هو المنتخب الوطني في سانت كيتس ونيفيس ويديره اتحاد سانت كيتس ونيفيس لكرة القدم. لم يسبق له التأهل إلى بطولة بطولة كأس العالم لكرة القدم. أفضل انجاز حققه هو احتلال المركز الثاني في بطولة كأس الكاريبي سنة 1997.

## وصلات خارجية
- قائمة بيانات المنتخب من الموقع الرسمي للفيفا باللغة العربية